# NGC 5372
NGC 5372 (другие обозначения — UGC 8843, MCG 10-20-46, ZWG 295.24, IRAS13530+5854, PGC 49451) — галактика в созвездии Большая Медведица.
Этот объект входит в число перечисленных в оригинальной редакции «Нового общего каталога».